# Вугільна промисловість

Видобуток та імпорт вугілля у країнах Європи

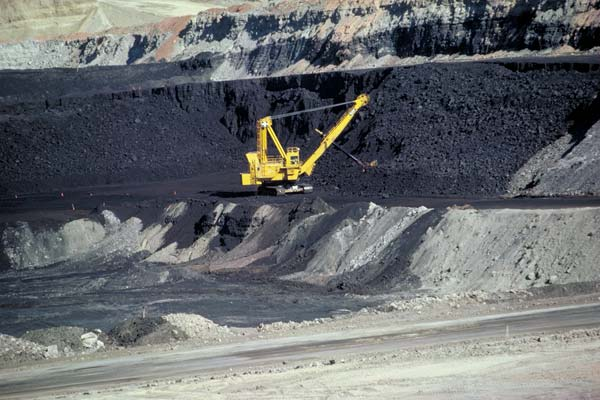
Відкрите видобування вугілля. Вайомінг, США.

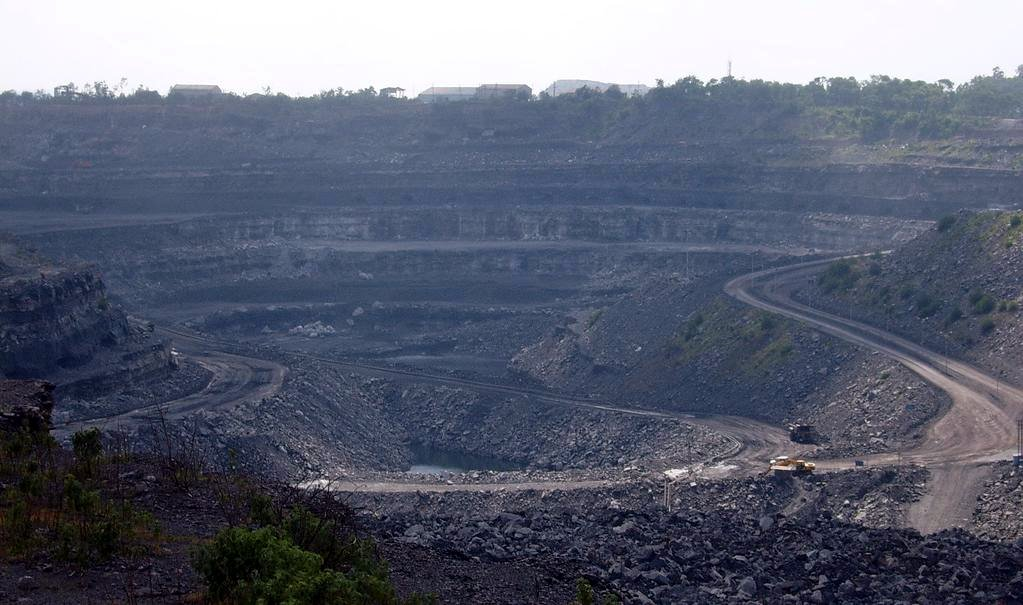
Вугільна копальня. Біхар, Індія.

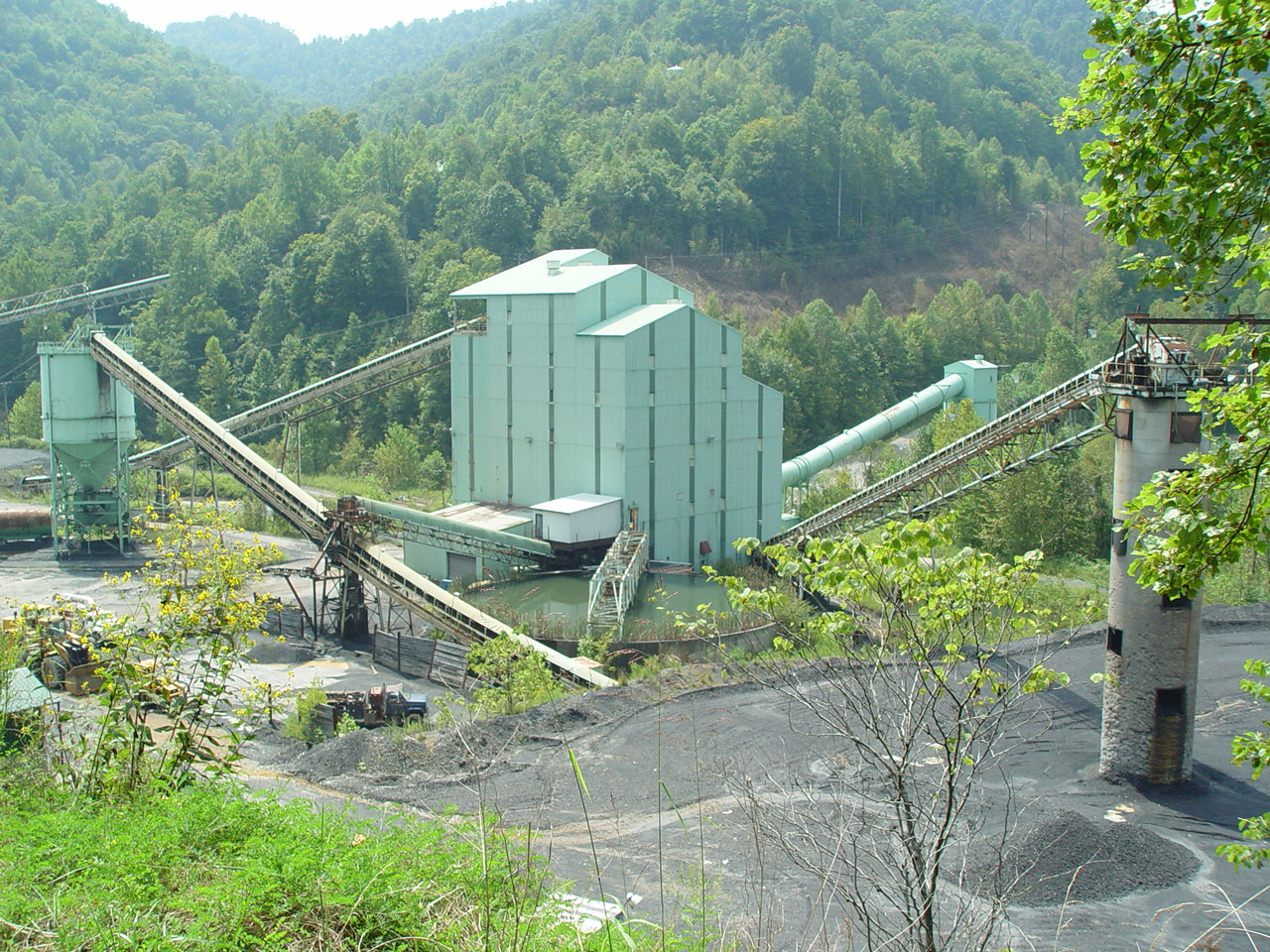
Вуглезбагачувальна фабрика, Кентуккі, США.

Ву́гі́льна промисло́вість — одна з сучасних основних енергозабезпечуючих промисловостей для світової економіки.

## Загальна характеристика
У світовій економіці вугілля використовується як основний енергоносій, посідаючи третю позицію за обсягами використання після нафти і природного газу.
У світовому виробництві електроенергії частка вугілля — (2001 р.) — 39,1 %, природного газу — 17,4 %; гідроенергії — 17,1 %; атомної енергії — 16,9 %; нафти — 7,9 %. В країнах ЄС частка вугілля у виробництві електроенергії нижча — 15–27 %, в Україні — 26 %.
Світові запаси вугілля є найбільшими серед горючих копалин і у перерахунку на горюче паливо становлять 66% їх загального обсягу. На нафту припадає 18%, на природний газ — 15%. В Україні ці показники становлять відповідно 95,4 %, 2 % і 2,6 %.
Найбільші загальні ресурси вугілля розташовані в США, КНР, РФ, Австралії, Канаді, Німеччині, ПАР, Великій Британії, Польщі, Індії, Україні.
За прогнозними оцінками світова потреба вугілля у 2010 р. складе 4 293 млн т, при цьому на країни ЄС припаде 2 057 млн т, Західну Європу 406, Східну Європу 610, Північну Америку 1040.
Видобуток вугілля відповідно досягне 4300 (весь світ), 2013 (ЄС), 122, 607, 1285 млн т, імпорт 630, 352, 290, 36, 19, експорт 637, 308, 5, 33, 270 млн т відповідно. Імпорт в Західну Європу зросте з 150 до 290 млн т. На виробництво енергії в країнах ЄС витрачається 60 % вугілля, у світі — 45 %. Найбільшими вугледобувними країнами в цей період будуть: Австралія, Індія, Китай, Польща, ПАР, Росія, США, Україна. Вони будуть давати близько 85 % кам'яного вугілля. Частка ЄС зменшиться з 52 % (1990) до 46 % (2010).
Основні ланки вуглевидобутку шахтним способом є такі: 
- шахта з комплексом наземних і підземних споруд, енергосиловим господарством;
- Вуглезбагачувальна фабрика;
- Транспортні комунікації;
- Водогосподарські споруди;
- Районні експертичні центри;
- Складське господарство;
- Підприємства та установи невиробничої сфери.

Світові родовища вугілля є важливим національним природним ресурсом у першу чергу завдяки своїй енергетичній цінності. Серед провідних світових держав тільки Японія не має у своєму розпорядженні великих запасів вугілля. Вугілля — найпоширеніший вид енергоресурсів. Світовий видобуток вугілля становить 6,195 млрд т на рік (2006). Однак в усіх країнах в останні роки виявляється тенденція до зниження його видобутку Вугілля поступається місцем іншим видам енергетичної сировини — нафті і газу. У ряді країн видобуток вугілля стає нерентабельним в зв'язку з відпрацюванням багатих і неглибоко залягаючих шарів. Багато старих шахт закриваються як збиткові. Перше місце за видобутком вугілля займає Китай, за ним — США, Індія, Австралія і Росія. Значна кількість вугілля добувається в ПАР, Німеччині, Індонезії, Польщі, Україні й Казахстані.
Викопне вугілля — найважливіше і найбільш розповсюджене джерело енергії в США. Країна має у своєму розпорядженні найбільші у світі промислові запаси вугілля (усіх типів), що оцінюються в 444,8 млрд т. Загальні запаси в країні перевищують 1,13 трлн т, прогнозні ресурси — 3,6 трлн т. Найбільший постачальник вугілля — штат Кентуккі, за ним — Вайомінг і Західна Вірджинія, Пенсільванія, Іллінойс, Техас (в основному лігніт), Вірджинія, Огайо, Індіана і Монтана. Приблизно половина запасів високосортного вугілля зосереджена в Східній (або Аппалачській) провінції, що простяглася з півночі на південь від північно-західної Пенсільванії до північної Алабами.
Це високоякісне вугілля кам'яновугільного періоду використовується для виробництва електроенергії й одержання металургійного коксу, який споживають при виплавці чавуну. На сході від цього вугленосного пояса в Пенсильванії знаходиться вугільний басейн площею близько 1300 км², на який припадає майже весь видобуток антрациту в країні. Найбільші запаси вугілля розміщуються на півночі Центральних рівнин і в Скелястих горах. У вугільному басейні Паудер-Рівер (штат Вайомінг) вугільні пласти потужністю близько 30 м розробляються відкритим способом гігантськими екскаваторами-драглайнами, тоді як у східних районах країни навіть малопотужні пласти часто доступні для виїмки лише підземним способом. На бурому вугіллі Північної Дакоти працює найбільше в країні підприємство по газифікації вугілля.
Запаси бурого і кам'яного (напівбітумінозного) вугілля верхньої крейди і третинного періоду в західних районах Північної і Південної Дакоти, а також у східних районах Монтани і Вайомінга багаторазово перевищують обсяг вугілля, видобутого дотепер у США. Великі запаси кам'яного вугілля крейдового періоду є в міжгірних осадових басейнах провінції Скелястих гір (у штатах Монтана, Вайомінг, Колорадо, Юта). Далі на південь вугільний басейн продовжується в межах штатів Аризона і Нью-Мексико. Невеликі вугільні родовища розробляються в штатах Вашингтон і Каліфорнія. Майже 1,5 млн т вугілля щорічно видобувається на Алясці. Запасів кам'яного вугілля США при сучасних темпах його споживання має вистачити на кількасот років.
Потенційним джерелом енергії є метан, що міститься у вугільних пластах; його запаси в США оцінюються більш ніж у 11 трлн м³. Вугільні поклади Канади зосереджені в основному в східних і західних провінціях, де видобувається близько 64 млн т бітумінозного і 11 млн т бурого вугілля на рік. Залягання високоякісного вугілля кам'яновугільного періоду є в Новій Шотландії і Нью-Брансуїку, більш молодого вугілля не настільки високої якості — у межах вугленосних басейнів Великих рівнин і Скелястих гір у Саскачевані й Альберти. Високоякісне вугілля нижньої крейди залягає на заході Альберти й у Британській Колумбії. Воно інтенсивно розробляється в зв'язку зі зростаючим попитом на коксівне вугілля металургійних заводів, розташованих на Тихоокеанському узбережжі країни. В іншій частині Західної півкулі промислові родовища вугілля невеликі. Провідний виробник вугілля в Південній Америці — Колумбія, де воно видобувається відкритим способом головним чином на гігантському вугільному розрізі Ель-Серрехон. За Колумбією йдуть Бразилія, Чилі, Аргентина і Венесуела, що мають порівняно незначні запаси вугілля.
Найбільші запаси викопного вугілля в Азії зосереджені у Китаї, де на цей вид енергетичної сировини припадає 76 % споживаного палива. Загальні ресурси вугілля на території Китаю перевищують 986 млрд т (24,6 % світових), приблизно половина їх знаходиться в Шеньсі і Внутрішній Монголії. Великі запаси є також у провінціях Аньхой, Гуйчжоу й у Нінся-Хуейському автономному районі. З загальної кількості 1,3 млрд т вугілля, видобутого в Китаї в 1995 р., близько половини припадає на 60 тис. дрібних вугільних копалень і розрізів місцевого значення, ще половина — на великі державні шахти, такі, як потужний розріз Аньтайбао в провінції Шеньсі, де щорічно видобувається до 15 млн т незбагаченого вугілля.
Важливими вуглевидобувними країнами в Азії є Індія (278 млн т на рік), Північна Корея (50 млн т), Туреччина (53,2 млн т), Таїланд (19,3 млн т).
Видобуток вугілля в Центральній і Західній Європі у 1995 р. становив ⅑ від світового. Високоякісне вугілля, що видобувається на Британських островах, сформувалося в основному у кам'яновугільну добу. Більша частина родовищ вугілля знаходиться в південному Уельсі, на заході і півночі Англії і на півдні Шотландії.
У межах континентальної Європи вугілля видобувають приблизно в 20 країнах, головним чином в Україні й у Росії. З вугілля, що видобувається в Німеччині, близько ⅓ складає високоякісне коксівне вугілля Рурського басейну (Вестфалія); у Тюрінгії і Саксонії й у меншій кількості в Баварії, де в основному видобувають буре вугілля. Промислові запаси кам'яного вугілля у Верхньосілезькому вугільному басейні на півдні Польщі займають друге місце після запасів Рурського басейну. У Чехії також є промислові запаси кам'яного і бурого вугілля.
Африка досить бідна родовищами викопного вугілля. Тільки в ПАР (в основному на півдні і південному сході Трансваалю) кам'яне вугілля добувається в значній кількості (близько 202 млн т на рік) і у невеликому обсязі — у Зімбабве (4,9 млн т на рік).
Австралія — один з найбільших у світі виробників вугілля, експорт якого в країни Тихоокеанського басейну постійно зростає. Видобуток вугілля тут перевищує 277 млн т на рік (80 % кам'яного і 20 % бурого вугілля). Найбільший обсяг видобутку вугілля припадає на Квінсленд (вугленосний басейн Боуен), за ним ідуть Новий Південний Уельс (родовище в долині річки Хантер, Західне і Південне прибережне), Західна Австралія (родовища в околицях Банбері) і Тасманія (родовище Фінгал). Крім того, вугілля добувають у Південній Австралії (Чі-Лемент) і Вікторії (вугленосний басейн Латроб-Веллі).
У Німеччині останній вугільний комплекс "Проспер-Ханіель" біля міста Боттроп в Рурському регіоні закрився 21 грудня 2018 року. На сьогодні Німеччина все ще отримує близько десятої частки енергії від вугільних теплоелектростанцій, що спалюють низькоякісний, але більш доступний лігніт (буре вугілля). Німеччина поки не може повністю відмовитись від вугільних ТЕС, тому що відмовилася і від атомної генерації, а «зелені» електростанції потрібно балансувати. 

## Світова потреба вугілля
За прогнозними оцінками світова потреба вугілля у 2010 р. складе 4293 млн т., при цьому на країни ЄС припаде 2057 млн т., Західну Європу 406, Східну Європу 610, Північну Америку 1040.
Видобуток вугілля відповідно досягне 4300, 2013, 122, 607, 1285, імпорт 630, 352, 290, 36, 19, експорт 637, 308, 5, 33, 270 млн т відповідно. Імпорт в Західну Європу виросте з 150 до 290 млн т. На виробництво енергії в країнах ЄС витрачається 60 % вугілля, у світі — 45 %. Найбільшими вугледобувними країнами в цей період будуть: Австралія, Індія, Китай, Польща, ПАР, Росія, США, Україна. Вони будуть давати близько 85 % кам'яного вугілля. Частка ЄС зменшиться з 52 % (1990) до 46 % (2010).
| Споживання вугілля, млн т | Споживання вугілля, млн т | Споживання вугілля, млн т | Споживання вугілля, млн т |
| Регіон                    | 2001                      | 2005                      | Зміна                     |
| ------------------------- | ------------------------- | ------------------------- | ------------------------- |
| США                       | 1060                      | 1567                      | +47,8 %                   |
| Західна Європа            | 574                       | 463                       | −19,3 %                   |
| Японія                    | 166                       | 202                       | +21,7 %                   |
| Країни колишнього СРСР    | 446                       | 436                       | −2,2 %                    |
| Китай                     | 1383                      | 2757                      | +99,3 %                   |
| Індія                     | 360                       | 611                       | +69,7 %                   |
| Решта світу               | 1274                      | 3518                      | +20,7 %                   |
| Загалом                   | 5263                      | 7574                      | +43,9 %                   |

## Перспективи світової вугільної промисловості
При стабільному рівні видобутку світові запаси вугілля достатні для розробки протягом 218 років, у тому числі в країнах колишнього СРСР 500, Африки і Середнього Сходу 266, Північної Америки 235, Латинської Америки понад 500, Європи 158 і азіатсько-тихоокеанського регіону 146 років.
У країнах СНД вугілля видобувають у таких основних районах і родовищах: у Європейській частині Росії — у Підмосковному і Печорському басейнах, у східній частині Донбасу; на Уралі — у Кізеловському, Челябінському, Південно-Уральському басейнах, у Вовчанському, Богословському і Буланашському родовищі; у Східній частині Росії — Кузнецькому, Кансько-Ачинському, Іркутському, Мінусинському басейнах і Забайкальському родовищах; на Далекому Сході — на Буреїнському, Ківда-Райчихінському Угловському, Сучанському родовищах і на о. Сахалін; у Закавказзі — на родовищах Грузії (Ткібульське, Ткварчельське й Ахалцихське); у Казахстані — у Карагандинському басейні, на Екібастузському та ін. родовищах; у Середній Азії — на родовищах Узбекистану, Киргизстану і Таджикистану.
У країнах ЄС на сьогодні основною вугледобувною країною є Польща.
Підмосковний буровугільний басейн розташований у центральному промисловому районі Європейської частини Росії, з чим пов'язаний інтенсивний видобуток вугілля в ньому, незважаючи на низьку якість, несприятливі гірничо-геологічні умови і високу собівартість. Вугілля відноситься до категорії Б2, вміст золи в середньому 32,2 %, сірки до 4,2 %. Основними споживачами вугілля є місцеві електростанції, цементні і цегельні заводи та котельні установки. Вугілля залягає лінзами, потужність яких досягає кількох метрів.
Печорський вугільний басейн, основні родовища якого розташовані за Полярним колом, розташований на значній відстані від районів споживання. Вугілля представлене марками від Д до К, причому останні (Ж і К) характеризуються малим вмістом сірки (0,5–1,8 %) і фосфору (0,004–0,02 %). Основні споживачі вугілля — промислові підприємства північних і північно-західних областей, а також коксохімічна промисловість. У 80-ті роки ХХ ст. коксівне вугілля басейну поставлялося і на коксохімзаводи України.
Кізеловський вугільний басейн розташований у Пермській області Росії. Вугілля марок Г і Ж, вміст золи 18–43 %, вміст сірки до 6,8 %. Використовується в основному для енергетичних цілей, використання в коксохімії стримується високим вмістом сірки, високою зольністю і поганою збагачуваністю.
Кузнецький басейн є одним з найбільших у Росії і має великі запаси вугілля від бурого до антрацитів, які характеризуються високою якістю і низькою собівартістю видобутку. Видобуток здійснюється підземним і відкритим способами, вміст сірки 0,3-0,65 %, золи — 4–16 %, вологи — 4,7–2,1 %. Близько 30 % кузнецького вугілля йде на коксування, у тому числі і на коксохімзаводи України.
Карагандинський вугільний басейн. Містить вугілля марок К, КЖ і ПС, яке використовується для енергетики, коксування і комунально-побутових потреб.

## Вугільна промисловість України
В Україні вугільні шахти розташовані у центральній та північній частинах Донецької та південній частині Луганської області.
Вугільна промисловість за обсягом видобутку палива у натуральному виразі є першою серед галузей ПЕК, де зосереджено більшість працівників та основних фондів паливної промисловості. Вугілля видобувають на 295 шахтах, з них 131 шахта з коксівним вугіллям. У 1995 році видобуток кам'яного вугілля разом з бурим склав 83,8 млн тонн. Основним районом видобутку кам'яного вугілля є Донецький басейн.
У Львівсько — Волинському кам'яновугільному басейні добувають 14 млн тонн кам'яного вугля (має працювати 2 шахти з 15).
Дніпровський буровугільний басейн складається з 12 буровугільних районів, включає понад 100 родовищ Правобережжя України. Щорічно видобувають близько 4,0–4,5 млн тонн бурого вугілля.
В інфраструктуру бурої промисловості входять великі механізовані вуглорозрізи, шахти, вуглебрикетні фабрики, допоміжні підприємства.